# 東道後のそらともり
東道後のそらともり（ひがしどうごのそらともり）は、愛媛県松山市南久米町3番地1にある、入浴やレジャー、宿泊を兼ね備えた複合温浴施設である。

## 概要
「久米之癒」を経営している久米開発有限会社と同じ経営者が、別会社「そらともり株式会社」を設立して経営している。施設は温泉守護神が奉られている東道後神社（日尾八幡神社）がある日尾山の麓に位置しており、源泉は四国八十八箇所49番札所である浄土寺の麓に位置している。
コンセプトは「氣養生」である。また、ヌメリのある泉質は「久米之癒」と同様であり、少しぬるめの温泉で長湯に向いている。また、屋上庭園にある露天風呂や、アロマ水で蒸気を発生させるロウリューというサウナが設置されているほか、三玉石のフィルターで濾過した飲用可能な源泉がある。
「久米之癒」がおおむね入浴のみを目的としているのに対し、こちらはレストラン・ボディケア・リラクセーションルーム・家族風呂・湯宿を兼ね備えた複合施設である。
- 源泉
  - 東道後温泉原泉2,4,8号
- 効能
  - 神経痛、筋肉痛、関節痛、五十肩、運動麻痺、関節のこわばり、うちみ、くじき、慢性消化器病、痔疾、冷え性、病後回復期、疲労回復、健康増進

## 施設
- 「ゆのしたのし」（湯宿型の家族風呂）
- 「大浴場」（ロウリュサービス付きのサウナ有り）
- 「孌洞」（岩盤浴、陶板浴）
- 「地の根」（レストラン、カフェ）
- 「大宴会場」
- 「SOSORA」（雑貨、ギャラリー）
- 「くものテラス」（休憩所、森林浴）

## 歴史
当地は伊予鉄道の所有であり、1962年から「ファミリー温泉」「いよてつ健康ランド」「湯快爽快いよてつの湯」と経営が変遷している。
- 1962年 - 伊予鉄道の子会社である日尾開発が「東道後ファミリー温泉」として開業する。
- 1990年 - 施設の老朽化に伴い「松山いよてつ健康ランド」としてリニューアルする。
- 2005年9月30日 - 「松山いよてつ健康ランド」が閉店し、後に運営企業の日尾開発も解散する。
- 2006年4月12日 - 温浴施設の運営などを営む湯快爽快（神奈川県）が伊予鉄道と賃貸借契約を結び、「湯快爽快いよてつの湯」として開業する。
- 2007年10月30日 - 「湯快爽快いよてつの湯」が閉店する。
- 2009年5月2日 - そらともり株式会社が伊予鉄道と賃貸借契約を結び[要出典]、営業を開始する。

## 交通
当施設は、四国八十八箇所の遍路道沿線に所在している。
以下は、当施設までの主な交通の概要である。※詳細は公式サイトなどを参照。
- 鉄道 : 伊予鉄道横河原線 久米駅下車、徒歩3分。
- 路線バス : 伊予鉄バス10番線日尾公園前バス停すぐ。
- 自動車：松山自動車道松山インターチェンジから7.0km、所要約19分。または同川内インターチェンジから11.8km、所要約20分。